# 杜鼒
杜鼒（？—？），字羹臣，号毅亭，山東滨州人，清朝政治人物、进士出身。

## 生平
乾隆二年（1737年）登進士。曾于乾隆十一年（1746年）接替王继祖任娄县知县一职，乾隆十二年（1747年）由王绩接任。

## 家庭
子杜彤光、孙杜堮、曾孙杜受田。